# Gubernia de Carcóvia

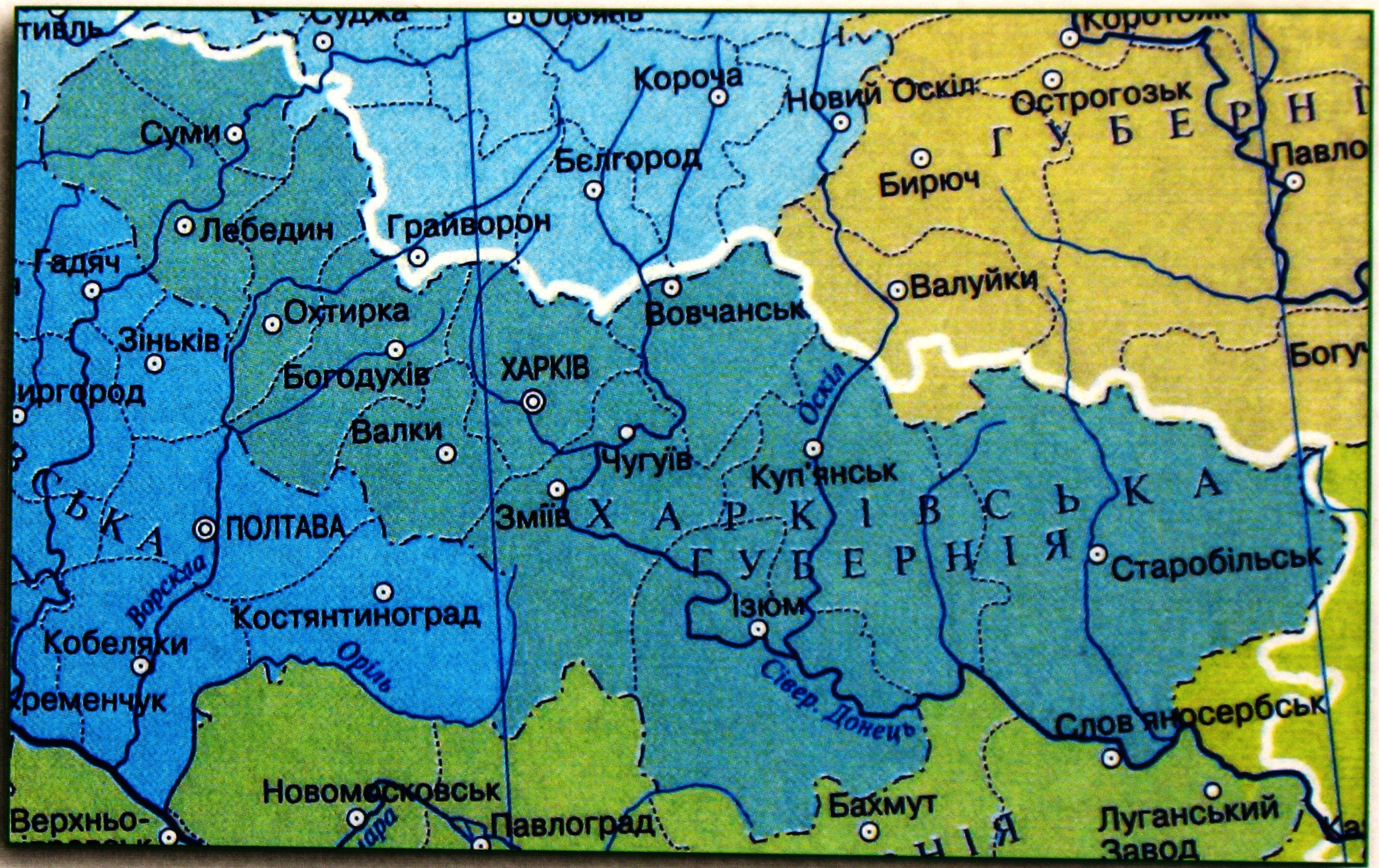
Gubernia de Kharkov em 1917.

O Gubernia de Kharkov (russo: Ха́рьковъская губе́рнія, tr.: Khárkovskaya gubérniya; ucraniano: Харківська губернія, romanizado: Kharkivska huberniia) foi um gubernia do Império Russo fundado em 1835. Abrangia a região histórica de Sloboda Ucrânia. De 1765 a 1780 e de 1796 a 1835, o gubernia foi chamado de Gubernia de Sloboda Ucrânia. Em 1780-1796 existiu o Vice-Reino de Kharkov.

## História
De 1765 a 1780, existiu o Gubernia de Sloboda Ucrânia. Em 1780, o Vice-Reino de Kharkov foi estabelecido e durou até 1796. Em 1835, o vice-reino foi novamente reorganizado em Gubernia de Sloboda Ucrânia, e a partir de 1835, foi formado Gubernia de Kharkov, que existiu até 1925. Com cada reorganização, os limites e a estrutura administrativa mudavam significativamente. A principal implementação fiscal estatal, processamento e publicação de informações estatísticas para o Gubernia de Kharkov foi o Comitê Estatístico do Gubernia de Kharkov.